# Lou Grant
Lou Grant è una serie televisiva statunitense di genere drammatico, trasmessa dalla CBS per 5 stagioni dal 1977 al 1982 per un totale di 114 episodi. In Italia, la serie è arrivata il 20 ottobre 1980 su Canale 5
.
Nata come spin-off della sitcom Mary Tyler Moore, questa serie vinse, tra gli altri, 13 Emmy Award e 3 Golden Globe, su 61 candidature ai principali premi televisivi statunitensi (4 consecutive ai Golden Globe per la miglior serie drammatica tra il 1979 e il 1982).
Il protagonista Edward Asner è l'unico attore che ha vinto un Emmy nella categoria serie comica e drammatica, impersonando il medesimo ruolo, quello del giornalista Lou Grant, protagonista della serie.
Nancy Marchand, che in seguito bissa la sua popolarità interpretando il ruolo di Livia Soprano nella serie dell'HBO I Soprano (1999-2000), vinse 4 Emmy Award su 5 candidature consecutive (una in ogni stagione dello show) per la sua interpretazione della sign.ra Margaret Pynchon proprietaria del giornale.

## Trama
Il giornalista Lou Grant si trasferisce da Minneapolis a Los Angeles: qui diviene il caporedattore del Tribune, giornale (fittizio) che naviga in cattive acque. Lou Grant affronta la sfida di rinverdire i fasti del periodico, grazie ai suoi collaboratori, giovani e ambiziosi. Tra questi, i reporter Joe Rossi e Billie Newman, il fotografo Dennis Price (detto "il pidocchioso"): i temi "scottanti" toccati dalla redazione quotidianamente lanciano il Tribune, nonostante lo scetticismo della proprietaria del giornale, la signora Pynchon.

## Episodi
| Stagione         | Episodi | Prima TV originale | Prima TV Italia |
| ---------------- | ------- | ------------------ | --------------- |
| Prima stagione   | 22      | 1977-1978          | 1980            |
| Seconda stagione | 24      | 1978-1979          |                 |
| Terza stagione   | 24      | 1979-1980          |                 |
| Quarta stagione  | 20      | 1980-1981          |                 |
| Quinta stagione  | 24      | 1981-1982          |                 |

## Guest star
Come guest-star hanno partecipato in uno o più episodi: Richard Crenna, Michael J. Fox, Ed Harris, Joe Santos, Beverly Todd e Joseph Whipp.

## Accoglienza

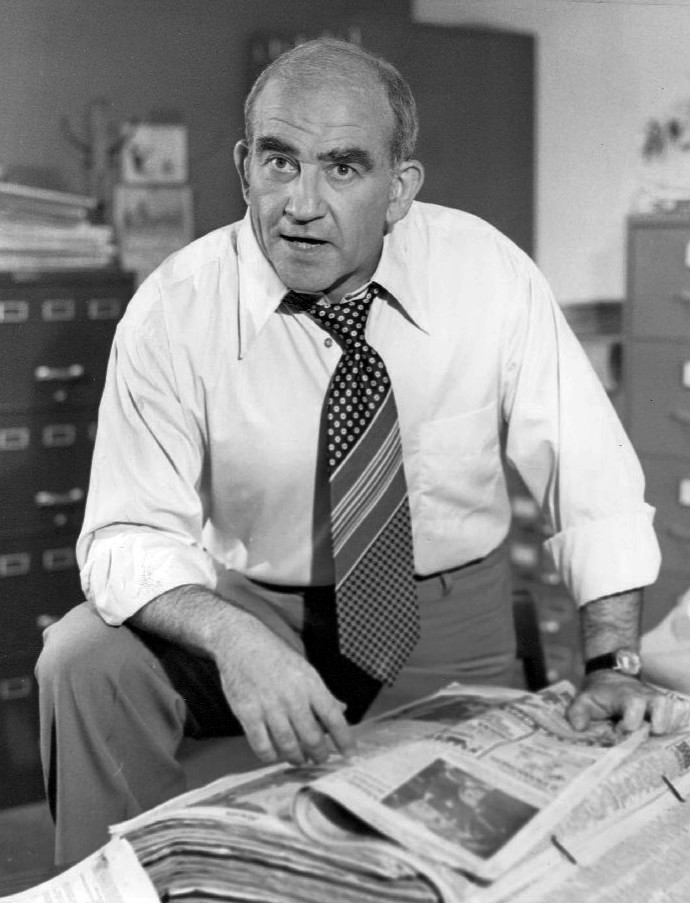
Ed Asner nei panni di Lou Grant, 1977

Lou Grant rappresenta un caso molto particolare nel contesto della tv statunitense e degli spin-off televisivi in genere: il personaggio interpretato da Asner, infatti, era co-protagonista del Mary Tyler Moore Show, sit-com dai toni di commedia, vincitrice di molti premi. Alla chiusura del Mary Tyler Moore Show, Lou Grant si "trasferisce" in questa nuova serie, divenendo personaggio principale ma soprattutto acquisendo toni drammatici, pur velati da un'ironia di fondo. Se nella serie d'origine era un produttore irascibile e umorale, un comprimario folkloristico, qui diviene un affabile e comprensivo giornalista, dedito anima e corpo al suo lavoro e al suo staff di tenaci collaboratori. Il pubblico apprezza il cambiamento del personaggio e la serie tocca vette di ascolto importanti, facendo incetta di premi.
I temi trattati dal telefilm sono spesso impegnati, brutali, spesso basati su fatti realmente accaduti (molti episodi della prima stagione, ad esempio) tanto da renderlo "scomodo": lo stesso protagonista Asner si segnala come attivista, impegnato a livello politico-sindacale e si attira diverse antipatie per le sue idee liberali e socialiste (arriva a criticare il governo per la sua politica in America centrale, in particolare in El Salvador). La serie viene chiusa al primo calo di ascolti, alimentando l'ipotesi che l'attività del suo protagonista e le tematiche affrontate non fossero gradite a qualche vertice aziendale e politico.
«Lou Grant segna così il passaggio per la Mtm» (la casa di produzione indipendente nata nel 1969 da Mary Tyler Moore e dall'allora marito Grant Tinker, operativa fino al 1998 e produttrice di oltre 300 telefilm e serie TV) «dalla comedy al drama, è l'anello mancante fra il Mary Tyler Moore e Hill Street giorno e notte. Una svolta profonda per la Mtm e per tutta la tv americana».